# Mad World
Mad World is een single van Tears for Fears uit 1982. Het verscheen als derde single van hun debuutalbum The Hurting.
Roland Orzabal schreef het nummer op 19-jarige leeftijd. Hij wilde een new wavenummer maken in de trend van "Girls on Film" van Duran Duran. Het nummer beschrijft de vervreemding die Orzabal ervoer in zijn jeugd met betrekking tot de wereld om hem heen. Hij leed aan een depressie en onderdrukte zijn gevoelens. Ook werd hij geïnspireerd door de theorieën van Arthur Janov, auteur van The Primal Scream. Deze beweerde dat nachtmerries een gezonde functie hebben bij het ontladen van spanningen.

## Covers
"Mad World" is vele malen door andere artiesten gecoverd. Een bewerking van Gary Jules en Michael Andrews uit 2000 verkreeg bekendheid als onderdeel van de soundtrack van de film Donnie Darko. De film werd geen groot cinemasucces, maar de dvd-uitgave maakte dit goed. In 2003, twee jaar nadat de film was uitgebracht in de Verenigde Staten, brak de soundtrack door als een wereldhit. De soundtrack werd sindsdien vele malen hergebruikt in films, tv-shows en documentaires. Op de B-zijde van de originele single bevond zich ook nog een ander nummer, Ideas as Opiates.

Een nieuwe versie van het lied is terug de vinden in de tv-serie Riverdale. Deze versie is door de personages Archie Andrews (KJ Apa), Veronica Lodge (Camila Mendes) en Betty Cooper (Lili Reinhart) ingezongen. Archie geeft aan dat de song uit Donnie Darko komt. De song is te horen in het tweede seizoen van Riverdale in de aflevering "Chapter Twenty-One: House of the Devil".
In 2009 vertolkte de Italiaanse Elisa een versie op haar album Heart.
In 2017 bracht ook zangeres Jasmine Thompson een cover van het nummer uit, die vooral populair was in Frankrijk.

## Hitnoteringen
De hitnoteringen in de wekelijkse hitlijsten werden gehaald door de versie van Michael Andrews en Gary Jules.

### Nederlandse Top 40
| Hitnotering: 27-12-2003 t/m 08-05-2004 | Hitnotering: 27-12-2003 t/m 08-05-2004 | Hitnotering: 27-12-2003 t/m 08-05-2004 | Hitnotering: 27-12-2003 t/m 08-05-2004 | Hitnotering: 27-12-2003 t/m 08-05-2004 | Hitnotering: 27-12-2003 t/m 08-05-2004 | Hitnotering: 27-12-2003 t/m 08-05-2004 | Hitnotering: 27-12-2003 t/m 08-05-2004 | Hitnotering: 27-12-2003 t/m 08-05-2004 | Hitnotering: 27-12-2003 t/m 08-05-2004 | Hitnotering: 27-12-2003 t/m 08-05-2004 | Hitnotering: 27-12-2003 t/m 08-05-2004 | Hitnotering: 27-12-2003 t/m 08-05-2004 | Hitnotering: 27-12-2003 t/m 08-05-2004 | Hitnotering: 27-12-2003 t/m 08-05-2004 | Hitnotering: 27-12-2003 t/m 08-05-2004 | Hitnotering: 27-12-2003 t/m 08-05-2004 | Hitnotering: 27-12-2003 t/m 08-05-2004 | Hitnotering: 27-12-2003 t/m 08-05-2004 | Hitnotering: 27-12-2003 t/m 08-05-2004 | Hitnotering: 27-12-2003 t/m 08-05-2004 | Hitnotering: 27-12-2003 t/m 08-05-2004 |
| Week:                                  | 1                                      | 2                                      | 3                                      | 4                                      | 5                                      | 6                                      | 7                                      | 8                                      | 9                                      | 10                                     | 11                                     | 12                                     | 13                                     | 14                                     | 15                                     | 16                                     | 17                                     | 18                                     | 19                                     | 20                                     |                                        |
| -------------------------------------- | -------------------------------------- | -------------------------------------- | -------------------------------------- | -------------------------------------- | -------------------------------------- | -------------------------------------- | -------------------------------------- | -------------------------------------- | -------------------------------------- | -------------------------------------- | -------------------------------------- | -------------------------------------- | -------------------------------------- | -------------------------------------- | -------------------------------------- | -------------------------------------- | -------------------------------------- | -------------------------------------- | -------------------------------------- | -------------------------------------- | -------------------------------------- |
| Positie:                               | 27                                     | 23                                     | 28                                     | 28                                     | 15                                     | 8                                      | 8                                      | 5                                      | 10                                     | 11                                     | 10                                     | 9                                      | 9                                      | 10                                     | 10                                     | 12                                     | 19                                     | 26                                     | 30                                     | 38                                     | uit                                    |

### NederlandseSingle Top 100
| Hitnotering: 27-12-2003 t/m 29-05-2004 | Hitnotering: 27-12-2003 t/m 29-05-2004 | Hitnotering: 27-12-2003 t/m 29-05-2004 | Hitnotering: 27-12-2003 t/m 29-05-2004 | Hitnotering: 27-12-2003 t/m 29-05-2004 | Hitnotering: 27-12-2003 t/m 29-05-2004 | Hitnotering: 27-12-2003 t/m 29-05-2004 | Hitnotering: 27-12-2003 t/m 29-05-2004 | Hitnotering: 27-12-2003 t/m 29-05-2004 | Hitnotering: 27-12-2003 t/m 29-05-2004 | Hitnotering: 27-12-2003 t/m 29-05-2004 | Hitnotering: 27-12-2003 t/m 29-05-2004 | Hitnotering: 27-12-2003 t/m 29-05-2004 | Hitnotering: 27-12-2003 t/m 29-05-2004 | Hitnotering: 27-12-2003 t/m 29-05-2004 | Hitnotering: 27-12-2003 t/m 29-05-2004 | Hitnotering: 27-12-2003 t/m 29-05-2004 | Hitnotering: 27-12-2003 t/m 29-05-2004 | Hitnotering: 27-12-2003 t/m 29-05-2004 | Hitnotering: 27-12-2003 t/m 29-05-2004 | Hitnotering: 27-12-2003 t/m 29-05-2004 | Hitnotering: 27-12-2003 t/m 29-05-2004 | Hitnotering: 27-12-2003 t/m 29-05-2004 | Hitnotering: 27-12-2003 t/m 29-05-2004 | Hitnotering: 27-12-2003 t/m 29-05-2004 |
| Week:                                  | 1                                      | 2                                      | 3                                      | 4                                      | 5                                      | 6                                      | 7                                      | 8                                      | 9                                      | 10                                     | 11                                     | 12                                     | 13                                     | 14                                     | 15                                     | 16                                     | 17                                     | 18                                     | 19                                     | 20                                     | 21                                     | 22                                     | 23                                     |                                        |
| -------------------------------------- | -------------------------------------- | -------------------------------------- | -------------------------------------- | -------------------------------------- | -------------------------------------- | -------------------------------------- | -------------------------------------- | -------------------------------------- | -------------------------------------- | -------------------------------------- | -------------------------------------- | -------------------------------------- | -------------------------------------- | -------------------------------------- | -------------------------------------- | -------------------------------------- | -------------------------------------- | -------------------------------------- | -------------------------------------- | -------------------------------------- | -------------------------------------- | -------------------------------------- | -------------------------------------- | -------------------------------------- |
| Positie:                               | 57                                     | 32                                     | 26                                     | 17                                     | 12                                     | 5                                      | 5                                      | 5                                      | 4                                      | 4                                      | 6                                      | 8                                      | 7                                      | 8                                      | 10                                     | 11                                     | 13                                     | 21                                     | 27                                     | 42                                     | 38                                     | 62                                     | 76                                     | uit                                    |

### VlaamseUltratop 50
| Hitnotering: 07-02-2004 t/m 24-04-2004 | Hitnotering: 07-02-2004 t/m 24-04-2004 | Hitnotering: 07-02-2004 t/m 24-04-2004 | Hitnotering: 07-02-2004 t/m 24-04-2004 | Hitnotering: 07-02-2004 t/m 24-04-2004 | Hitnotering: 07-02-2004 t/m 24-04-2004 | Hitnotering: 07-02-2004 t/m 24-04-2004 | Hitnotering: 07-02-2004 t/m 24-04-2004 | Hitnotering: 07-02-2004 t/m 24-04-2004 | Hitnotering: 07-02-2004 t/m 24-04-2004 | Hitnotering: 07-02-2004 t/m 24-04-2004 | Hitnotering: 07-02-2004 t/m 24-04-2004 | Hitnotering: 07-02-2004 t/m 24-04-2004 | Hitnotering: 07-02-2004 t/m 24-04-2004 |
| Week:                                  | 1                                      | 2                                      | 3                                      | 4                                      | 5                                      | 6                                      | 7                                      | 8                                      | 9                                      | 10                                     | 11                                     | 12                                     |                                        |
| -------------------------------------- | -------------------------------------- | -------------------------------------- | -------------------------------------- | -------------------------------------- | -------------------------------------- | -------------------------------------- | -------------------------------------- | -------------------------------------- | -------------------------------------- | -------------------------------------- | -------------------------------------- | -------------------------------------- | -------------------------------------- |
| Positie:                               | 44                                     | 26                                     | 23                                     | 24                                     | 25                                     | 25                                     | 25                                     | 27                                     | 33                                     | 38                                     | 41                                     | 47                                     | uit                                    |

### NPO Radio 2 Top 2000
| Nummers met noteringen in de NPO Radio 2 Top 2000 | '07  | '08 | '09  | '10  | '11  | '12 | '13 | '14 | '15 | '16 | '17  | '18  | '19  | '20  | '21  | '22  | '23  | '24  |
| ------------------------------------------------- | ---- | --- | ---- | ---- | ---- | --- | --- | --- | --- | --- | ---- | ---- | ---- | ---- | ---- | ---- | ---- | ---- |
| Mad World (Tears for Fears)                       | -    | -   | -    | -    | -    | -   | -   | -   | -   | -   | 1836 | 1971 | -    | 1838 | 1720 | 1835 | 1752 | 1852 |
| Mad World (Michael Andrews & Gary Jules)          | 1802 | -   | 1958 | 1448 | 1573 | 569 | 474 | 609 | 408 | 682 | 1166 | 958  | 1160 | 1109 | 1214 | 1306 | 1535 | 1442 |

1. ↑  Een '-' betekent dat het nummer niet was genoteerd en een vetgedrukt getal geeft de hoogste notering van een nummer aan.
2. ↑  2007 was het eerste jaar met een notering voor een van deze nummers.